# Jean Bancaud
 (juillet 2025).
Pour les articles homonymes, voir Bancaud.
Jean Bancaud, né le 1er octobre 1921 à Bourganeuf (Creuse) et mort le 26 avril 1993 à Paris 16e, est un neurochirurgien français spécialisé dans l'électro-encéphalographie, et un ancien directeur de recherche à l'Inserm.

## Biographie
Après de brillantes études de philosophie, Jean Bancaud étudie la médecine à la faculté de médecine de Paris. Durant la Seconde Guerre mondiale, il s'engage dans la résistance et devient capitaine des FFI (État Major 17e RM). En 1958, il obtient le titre de docteur en médecine.
À partir de 1959, il dirige le laboratoire d'électro-encéphalographie et le laboratoire de neurophysiopathologie, section stéréotaxique, chez Jean Talairach, au centre neurochirurgical des hôpitaux psychiatriques de la Seine au centre hospitalier Sainte-Anne. L'année suivante, il est nommé également chef du laboratoire de neurophysiopathologie du service de neurochirurgie fonctionnelle du même centre, dans le service de Jean Talairach, et également attaché d'électro-encéphalographie du service de neuroradiologie et d'électro-encéphalographie de l'hôpital de la Pitié-Salpêtrière, chez Herman Fischgold, électro-encéphalographiste et radiologue.
En 1962, il devient assistant d'électro-encéphalographie des hôpitaux de Paris, puis en 1964, assistant-chef de travaux en exploration fonctionnelle du système nerveux à la Pitié-Salpêtrière. En 1966, il est chargé de recherche, puis maître de recherche en 1960 et enfin directeur de recherche à l'Inserm en 1975. De nombreux neurologues et neurophysiologistes étrangers viennent alors se former auprès de lui.
Entre 1974 et 1979, il préside la commission scientifique spécialisée de l’Inserm « Système musculaire squelettique, système nerveux central et organes des sens : physiologie, physiopathologie, pharmacologie, toxicologie, environnement, chirurgie, épidémiologie, psychiatrie ».
À sa mort en 1993, sous l'égide du professeur Patrick Chauvel, est créé l'école pratique Jean Bancaud, parrainée par la Ligue française contre l'épilepsie, la Fondation française pour la recherche sur l'épilepsie et la Société de neurophysiologie clinique.

## Récompenses
- Croix du combattant volontaire de la Résistance
- Chevalier de l'ordre national du Mérite (1976)

## Sociétés savantes
- Membre de la Société d’électro-encéphalographie et de neurophysiologie clinique de langue française (1953),
- Membre associé de la Société française de psychologie (1953),
- Membre associé de la Société de neurochirurgie de langue française (1964),
- Membre titulaire de l’International Society for Research in Stereoencephalotomy (1964),
- Membre correspondant de l'Electro-Encephalography American Society (1969).
- Membre honoraire de la Société argentine d'électro-encéphalographie et de neurophysiologie clinique et de la Société argentine de neurologie (1970),
- Membre correspondant de l'Association argentine de neurochirurgie (1970),
- Membre titulaire de la Ligue française contre l'épilepsie (1971) et de la Société hongroise d'électro-encéphalographie et de neurophysiologie clinique (1973),
- Membre associé de la Société française de neurologie (1974).